# 宋貴妃 (宋神宗)
贵妃宋氏（11世纪?—1107年），宋神宗的妃嬪。生皇长子趙佾、皇三子趙俊、皇四女賢孝長帝姬。
熙寧二年十一月二十四日生皇第一子，早夭无名（宋徽宗时追封赐名）。同月，宋氏封正五品才人，熙寧六年（1073年）四月生皇三子唐王赵俊（五岁而薨）。同月宋氏封为三品婕妤。後生女儿賢孝帝姬，进正二品充媛嫔。
元丰八年（1085年）四月，新皇帝宋哲宗尊封她为二品婉仪，绍圣四年（1097年）因女儿下嫁，尊封贤妃。元符三年（1100年）正月进德妃，宋徽宗大观二年二月进淑妃，政和三年三月进贵妃，七年六月薨。